# Фила (гетера)
Фила (др.-греч. Φίλα, дословно «подружка») — гетера IV века до н. э. из Древних Афин.
Была родом из Фив, после разрушения которых Александром Македонским в 335 году до н. э. попала в рабство и была продана элейцу Харисию или Касию. Её новый хозяин отдал девушку в публичный дом Никареты. Оттуда Филу за громадную сумму в двадцать мин выкупил знаменитый оратор и политик Гиперид. Новый хозяин не только освободил Филу, но и сделал её домоправительницей своего поместья в Элевсине.
Возможно, что гетера из публичного дома Никареты и девушка, которую купил Гиперид были тёзками, а не одним человеком.